# Plonéis
Plonéis é uma comuna francesa na região administrativa da Bretanha, no departamento Finisterra. Estende-se por uma área de 21,94 km². Em 2010 a comuna tinha 2 519 habitantes (densidade: 114,8 hab./km²).